# Cratichneumon argemus
Cratichneumon argemus là một loài tò vò trong họ Ichneumonidae.